# 三谷幸喜
三谷 幸喜（みたに こうき、1961年〈昭和36年〉7月8日 - ）は、日本の劇作家、脚本家、演出家、映画監督、俳優。
劇団「東京サンシャインボーイズ」主宰。シス・カンパニー所属。身長174cm。

## 経歴

### 生い立ち
東京都世田谷区出身。父が好きだった大相撲力士・大鵬幸喜（当時は大関、後に横綱に昇進）にちなんで「幸喜」（こうき）と命名。両親は九州出身で、父は福岡市の中洲でクラブを数店舗経営していた実業家であった。家は裕福であったが、父は三谷が10歳の時に亡くなった。
小学生の頃、「ビバ！チャップリン」シリーズからチャールズ・チャップリンのファンになり、スイスにあった自宅前までチャップリンに会いに行ったことがある。対面は叶わなかったが、似顔絵を秘書に手渡したところ、1か月後にサイン付きで返送されてきたという。
世田谷区立給田小学校、世田谷区立烏山中学校、世田谷学園高等学校を経て日本大学藝術学部演劇学科卒業。
少年時代には、「とんねるず」の木梨憲武と同じサッカークラブに所属していた。当時、木梨は2軍に所属、三谷は11軍に所属していたが最終的には13軍に降格した。

### 1980年代
大学在学中の1983年、劇団「東京サンシャインボーイズ」を結成。初期には「一橋壮太朗」の芸名で自ら役者も務めていた。この時期には、テレビ朝日の深夜番組『ウソップランド』で視聴者からの映像作品を募集する「チャレンジビデオコーナー」へ自ら制作した作品を投稿し、それが採用されて放送されたこともあった。また、渡辺プロダクションが立ち上げた若手お笑いタレントグループ「BIG THURSDAY」（ビッグサースデー）第1期生に作家部門で合格し参加もしていた。
演劇学科の3年後輩の太田光は「三谷さんは学生の頃から、すごい人気者だった。日大のヒーローだった。自分は教授とケンカしたりして演劇を諦めたから、今でも三谷さんにはコンプレックスがある」と、2006年に自らの番組『スタ☆メン』に三谷がゲストで出演した際に語ったが、三谷は後に著書で番組内の発言に対し「番組内では黙っていたが、太田の認識ほどの人気はとてもじゃないが無かった」と書いている。
劇団と並行して放送作家としても活動し、『アイ・アイゲーム』『欽ドン!』『お笑いマンガ道場』などの番組構成に携わる。この頃、プロデューサーの交代劇でライター不足となったテレビアニメ『サザエさん』にて、新たに担当となったフジテレビの久保田榮一に乞われ、若手ライターの一人として参加した。「ワカメの大変身」（1985年4月7日放送）、「波平つり指南」（同年8月4日放送）、「妹思い、兄思い」（同年8月11日放送）、「タラちゃん成長期」（同年8月18日放送）の4作の脚本を手がけたが、「タラちゃん成長期」のタラちゃんが筋肉増強剤を使ってオリンピックに出る夢をみるというストーリーが、プロデューサーの逆鱗に触れて降板させられたというエピソードがある。
『爆笑!家族グルメ みんな気まぐれ日曜日』で知り合ったことがきっかけで、1986年からはコント山口君と竹田君の座付き作家となる。コント山口君と竹田君がパーソナリティを務めたラジオ番組『ときめき放送局・火曜 ストリートライフ'87』では構成作家を務め、リスナーからの投稿ハガキを捏造していた。
1989年から、フジテレビのコメディドラマ『やっぱり猫が好き』の脚本を多くの回で担当し、翌年の同枠の『子供、ほしいね』のほとんどの回を担当したことからテレビドラマの世界でも注目を集めるようになる。

### 1990年代
1993年に『振り返れば奴がいる』にて、連続ドラマを初担当。しかし、プロデューサーの石原隆は三谷が喜劇専門だったことを知らなかったため、依頼された内容はシリアスな医療ものだった。結果、脚本の喜劇調の部分は制作スタッフに書き換えられ、三谷の意図からは外れた作品になってしまった。
しかし、その成功により、翌1994年には田村正和主演の倒叙ミステリードラマ『古畑任三郎』の脚本を手がけることになる。同作は好評を得て、無能な刑事の今泉慎太郎を演じた東京サンシャインボーイズの劇団員、西村雅彦も一躍有名になった。その後も『王様のレストラン』『竜馬におまかせ!』『総理と呼ばないで』『今夜、宇宙の片隅で』などの連続ドラマを手がけた。
並行して東京サンシャインボーイズの人気も高まり、「チケットが取れない劇団」と呼ばれるようになる。1991年には代表作『12人の優しい日本人』が中原俊監督によって映画化され、高い評価を得た。劇団からは相島一之と梶原善が舞台と同役で出演している。しかし、三谷が劇団として活動していくことに行き詰まりを感じたため、1994年に『東京サンシャインボーイズの「罠」』の倉敷市芸文館での公演を最後に、劇団は「30年間の充電期間」に入った。
1993年には、パルコによるプロデュース公演に参加し、伊原剛志と松下由樹による二人芝居『ダア!ダア!ダア!』の作、演出を手がけた。翌年には三谷の発案により唐沢寿明を起用したサスペンス・スリラー『出口なし!』を作、演出し、その後も現在に至るまで、パルコのプロデュースから多くのヒット作を生み出している。
パルコのプロデュース公演では、歌舞伎俳優の松本幸四郎一家による演劇集団「シアターナインス」の企画による『バイ・マイセルフ』『マトリョーシカ』の二作の脚本も担当した。幸四郎は、1995年のテレビドラマ『王様のレストラン』の主演でもあり、三谷にとっては大河ドラマ『黄金の日日』や舞台『ラ・マンチャの男』などで昔から強い印象を残している俳優だった。
1994年にNHK-FMにラジオドラマ『笑の大学』を書き下ろし、1996年には二人芝居として舞台化する。舞台版は読売演劇大賞の最優秀賞を受賞するなど高い評価を得て、その後も1998年に再演されたほか、ロシア語、英語などに翻訳されて海外でも上演され、2004年には映画化された。
1995年、『やっぱり猫が好き』に出演していた女優の小林聡美と結婚。
1997年、『ラヂオの時間』にて映画監督デビューを果たす。『振り返れば奴がいる』の脚本がしばしば現場で書き換えられてしまった経験を元にした舞台『ラヂオの時間』を映画化した作品で、高い評価と多くの映画賞を獲得した。

### 2000年代
2000年に上演した初のオリジナル・ミュージカル『オケピ!』で、岸田國士戯曲賞を受賞した。2001年には自宅を新築した際の体験を元にした、監督第2作となる映画『みんなのいえ』がヒットし、前作『ラヂオの時間』と同様にイギリスやドイツなどでも上映会が催された。また、舞台『You Are The Top 〜今宵の君〜』の主演の鹿賀丈史が初日直前に急病で降板するというトラブルも起こるが、急遽、代役として参加した浅野和之の努力により、初日を5日延期して開幕させることができた。同年、念願のシットコム『HR（エイチアール）』で、脚本と共に総合演出も手がけた。これを最後に、民放の連続ドラマからは遠ざかることとなる。
2004年に、長年の夢だったNHK大河ドラマ『新選組!』の脚本を担当。2006年には大河ドラマ史上初の続編となる『新選組!! 土方歳三 最期の一日』が正月スペシャルとして放送されたが、この年の正月はフジテレビで『古畑任三郎 ファイナル』も三夜連続で編成されており、その初回『今、甦る死』と『新選組!!』は1月3日に重なって放送されることになった。結果、視聴率は『古畑任三郎』の21.5%に対し『新選組!!』は9.8%と振るわず、フジテレビ側は「調整が間に合わなかった」と謝罪している。
2004年、初の一人芝居『なにわバタフライ』を戸田恵子の出演で上演する。2005年4月からは清水ミチコとの対談形式のラジオ番組『MAKING SENSE』の放送がJ-WAVEで始まる。同年11月から2006年1月にかけては、パルコのプロデュース公演として『12人の優しい日本人』が久々に上演された。この作品が東京サンシャインボーイズ以外の出演者で上演されるのは初めてのことだった。この舞台に出演した山寺宏一が大阪での公演中、山寺が当時司会を担当していた番組『おはスタ』を休まざるを得なかったため、1月10日から12日の間、三谷がその代役として「コーキー」の名で司会を務めた。
2006年1月には監督第3作となる映画『THE 有頂天ホテル』が公開され、興行収入60億円の大ヒットを記録した。同年の大河ドラマ『功名が辻』では、脚本の大石静に請われ、織田信長に翻弄される室町幕府の将軍「足利義昭」役で出演した。3月にはパルコ劇場で上演された『決闘!高田馬場』で、初めて歌舞伎の作・演出に挑戦する。
2007年、芸術座の後継劇場となる「シアタークリエ」のこけら落し公演『恐れを知らぬ川上音二郎一座』の作・演出を担当した。
2008年には4作目の監督作品となる映画『ザ・マジックアワー』が公開され、大きなヒットとなった。同作の宣伝のため、6月2日放送の『おはスタ』に再び「コーキー」としてゲスト出演。
2009年には、かつて幾度も公演を行った東京・新宿の小劇場「THEATER/TOPS」の閉館公演として、東京サンシャインボーイズが15年ぶりに再結成し、『returns』を上演した。相島一之の呼びかけに応じて三谷が新作を書き下ろし、短い準備期間ながら元劇団員のほとんどが参加し、三谷も「一橋壮太朗」として出演した。終演後には戸田恵子の声で「これより15年間の休憩に入ります」とアナウンスが流された。
同年、『新選組!』以来、5年ぶりになるテレビシリーズ『連続人形活劇 新・三銃士』で、初めてNHKの連続人形劇の脚本を手がけた。11月には、米国ニューヨークのオフ・ブロードウェイでミュージカル『TALK LIKE SINGING』で世界への進出を果たす。日本のオリジナル作品がオフ・ブロードウェイで初演されるのは初めてのことだった。

### 2010年代

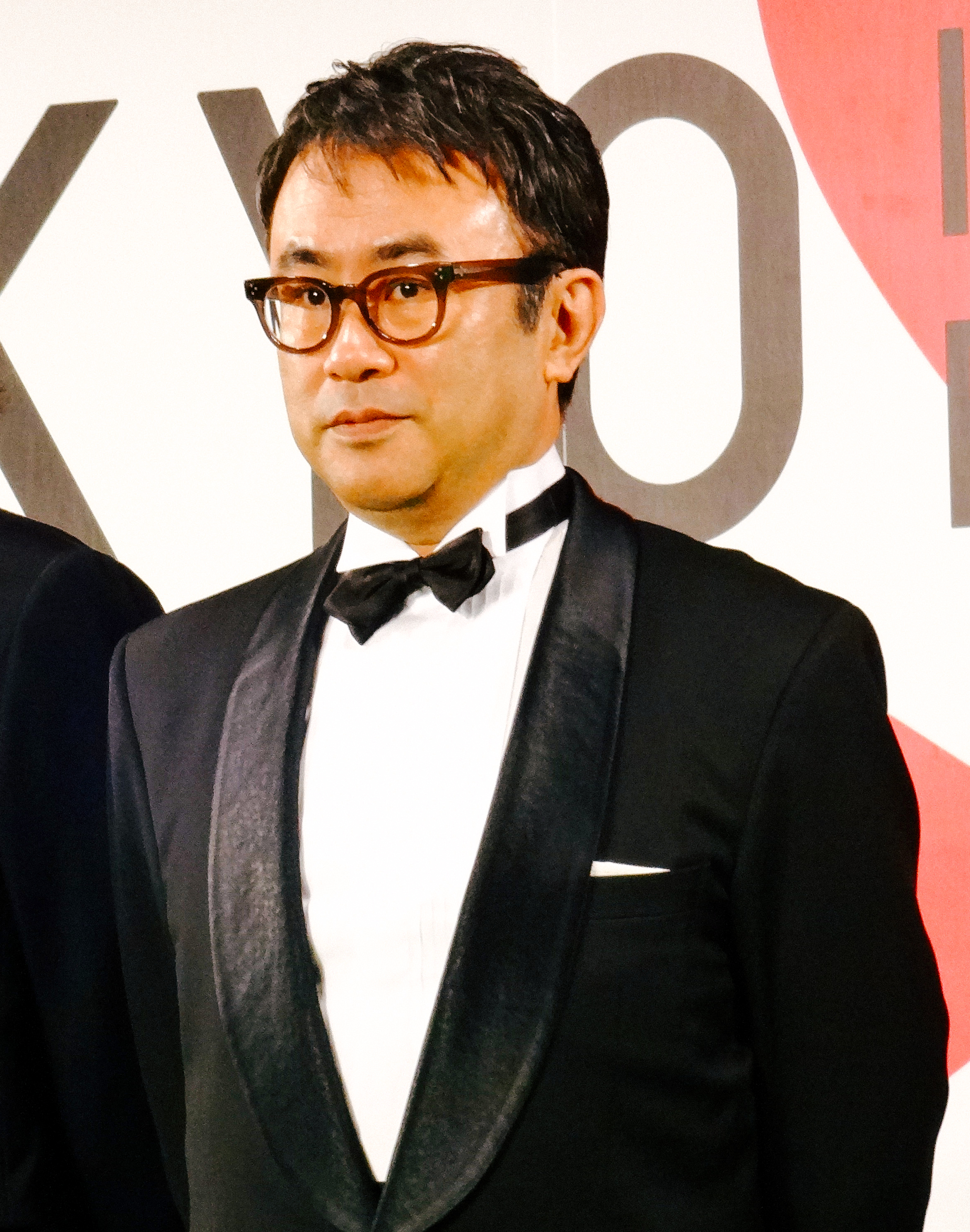
2014年10月17日、東京国際映画祭にて

50歳を迎える2011年は「三谷幸喜大感謝祭」と題して、新作劇を4作と、映画、テレビドラマをそれぞれ1作ずつ発表し、例年にもまして活発な年となった。同年5月23日、小林と離婚したことを連名のファックスで報告した。同年12月20日、第46回紀伊國屋演劇賞個人賞を受賞。
2012年はチェーホフの『桜の園』での初めての自作以外の演出、初の文楽作品『其礼成心中』の作、演出と新しい挑戦が続いた。6月には「三谷幸喜大感謝祭」で発表予定だった小説『清須会議』を上梓し、翌年に自らの監督作品として映画化することを発表した。
2013年には、『コンフィダント・絆』『国民の映画』に続く海外芸術家シリーズの3作目として、ウラディミール・ホロヴィッツとそのピアノ調律師のフランツ・モアを描いた舞台『ホロヴィッツとの対話』を作・演出した。同作はモア役を演じる渡辺謙の12年ぶりの舞台復帰作としても注目された。
続いて上演された、流刑後のナポレオン・ボナパルトを描いた新作舞台『おのれナポレオン』は、劇作家・演出家・俳優の野田秀樹を主演に迎えた。これは、東京芸術劇場の芸術監督で『新選組!』に勝海舟役で出演した野田から持ち込まれた企画である。公演期間の終盤に天海祐希が心筋梗塞で倒れ、宮沢りえが急遽代役に迎えられるというハプニングが生じ、立ち見席を求めてマスコミ関係者ら100人あまりが殺到したことでも話題となった。
同年7月31日、19歳年下である元女優のyumaと再婚。同年11月には6本目の監督作品となる映画『清須会議』が公開された。
2014年1月1日付で、芸能事務所シス・カンパニーに所属した。
2015年、アガサ・クリスティのエルキュール・ポアロ作品の翻案である『オリエント急行殺人事件』の脚本を担当。舞台を日本に置き換える以外は原作を忠実に再現しており、原作のポアロにあたる勝呂武尊を野村萬斎が演じた。これは後にシリーズ化され、2018年には『黒井戸殺し』、2021年には『死との約束』が放送された。
監督第7作『ギャラクシー街道』は批評的に失敗したが、翌2016年には『新選組!』以来となる大河ドラマ『真田丸』が放送。大河ドラマとしては5年ぶりの高視聴率となり「大河復権」と呼ばれたほどの好評を得た。

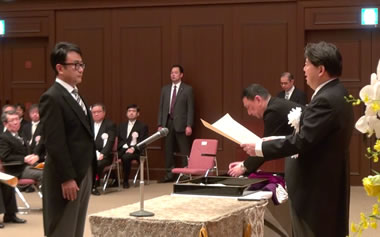
2017年11月14日、紫綬褒章伝達式にて（左）

2018年にはNHK正月時代劇としてみなもと太郎の『風雲児たち』をドラマ化した『風雲児たち〜蘭学革命（れぼりゅうし）篇〜』が放送。2019年には同じく『風雲児たち』を原作とした新作歌舞伎『月光露針路日本 風雲児たち』を制作。三谷作品としては初めて歌舞伎座で初演された。2018年3月19日、作・演出を手掛けていた『江戸は燃えているか』に出演していた松岡茉優が昼公演終了後に体調不良でダウンし、夜公演で急遽、三谷が松岡の代役を務めた（松岡は翌日より復帰）。2019年には8作目の映画『記憶にございません!』が公開。

### 2020年代
2020年1月には、2022年の大河ドラマ『鎌倉殿の13人』の脚本担当が正式決定し、同年11月16日から20日までの5日間にわたって自らキャストを発表した。また三谷としては初となる本格的な配信限定ドラマとしてAmazonプライム・ビデオのオリジナル作品『誰かが、見ている』が発表。『HR』を彷彿とさせるシットコム形式のドラマとなっており、三谷が演出も担当している。
2021年10月28日付の『朝日新聞』夕刊連載「三谷幸喜のありふれた生活」で、2016年の年頭に前立腺がんの手術を受けていたことを明かした。同月、主治医の頴川晋と前立腺がんについて対談した本『ボクもたまにはがんになる』を刊行した。単行本にした理由は、『鎌倉殿の13人』以外の仕事を絞ることに伴う収入確保のほか、早期発見すれば前立腺がんは怖くないと広く伝えるためで、その後も年2回の定期検査を受けている。
2022年4月2日からは、TBSテレビ系列の報道番組『情報7daysニュースキャスター』にビートたけしの後任としてレギュラー出演。三谷によれば、番組MCの安住紳一郎から「自分と同じ匂いを感じる」と推薦されたという。
2022年11月から上演された『ショウ・マスト・ゴー・オン』では、出演者の小林隆、シルビア・グラブ、浅野和之、主演の鈴木京香が相次いで休演したことから彼らの代演を務めた。公演中に4役を演じることとなり、この作品では作・演出だけでなく初主演を果たすこととなった。
2023年4月、『鎌倉殿の13人』で第41回向田邦子賞を受賞。大河ドラマの脚本が受賞対象になったのは初めて。

## 人物
仕事
締め切り間近まで台本が仕上がらない遅筆が有名。1993年頃の話として、一話完結の30分間枠の連続ドラマの台本を書くのに1本だいたい4日間かかるとしている。また、舞台『巌流島』では、台本の遅延によって公演初日が大幅にずれ込むことになり、佐々木小次郎役の陣内孝則が降板している。この時に三谷は「今後、同様なことを起こしたら筆を折る」と宣言している。
仕事が行き詰まると、ティッシュペーパーを大量に箱から出したり、ベッドと壁の間に挟まったりするといった小さな奇行に走る。これは三谷が実体験を元にして脚本・主演を務めた『世にも奇妙な物語 20周年スペシャル・春 〜人気番組競演編〜』の一話「台詞の神様」でも描かれている。
性格
神経質な性格で、インターネットは自作に否定的な意見を目にし、創作力を減退させるという理由からほとんど見ない。気難しい一面を現す例に、なかなか他人を家に入れない点がある。ココリコの田中直樹にフィギュアのコレクションを見せると約束しながら、自宅を訪れた田中を玄関の外で応対し、結局は中に招き入れなかった。元妻・小林聡美の父親が、小林の外出中に訪ねてきたときも自宅に入れなかったほどである。
好みの女性
中森明菜、観月ありさ、平野レミの大ファンである。中森は『古畑任三郎』第1話の犯人役に起用されているほか、その後の回でも「同情すべき犯人」として好意的に何度も言及されている。
映画マニア
子供の頃からテレビで放送される洋画に親しみ、洋画を中心とした大の映画マニアである。和田誠との映画についての対談集『それはまた別の話』、『これもまた別の話』を映画専門誌『キネマ旬報』に連載し、『これもまた別の話』では1998年度のキネマ旬報読者賞を受賞している。和田ファンでもある三谷は、和田のタッチにそっくりの「似顔絵」を描くことができ、連載をまとめた単行本の表紙では、映画俳優たちの似顔絵を和田と共作している。
『大脱走』のような、グループで何かを計画して実現させる映画が特に好きで、そうした作品はテレビドラマの『スパイ大作戦』のように題名に「作戦」が付くものが多いことから、「作戦もの好き」を称している。
テレビ狂
子供の頃からテレビ狂であり、本人曰く「三度の飯よりテレビが大好き」。多くのテレビ番組に詳しく、海外ドラマ、特に『刑事コロンボ』には精通している。他にも『ドラえもん』、『パーマン』、『おそ松くん』などのテレビアニメや『ポンキッキーズ』、『おはスタ』などの児童向け番組にも詳しい。彼が手がけたテレビドラマにも、これらの番組に使われたセリフや内容が度々登場する。
また、フジテレビ『夜のヒットスタジオ』を初期の頃から見続けた「夜ヒットフリーク」であり、映画『ラヂオの時間』で井上順が演じた役の設定は『夜のヒットスタジオ』での井上のキャラクターに基づくものであるとも言われている。
『探偵!ナイトスクープ』のファンでもあり、発売されたDVDは全巻揃え、2008年の映画『ザ・マジックアワー』公開前の宣伝活動では、「依頼者」として出演した。
『新八犬伝』や『人形劇 三国志』などNHKの連続人形劇の大ファンで、子供の頃からそのフィギュアを集めて人形劇の映像を作って遊んでいた。NHKから人形劇の脚本の依頼があったときも、スケジュールは埋まっていたが、他の誰にもやらせたくないという思いから引き受け、2009年の『連続人形活劇 新・三銃士』で子供の頃からの夢だった人形劇を手がけた。
NHKの大河ドラマは1970年代から視聴しており、特に三谷の中学から大学時代前半の頃に放送されていた『風と雲と虹と』『花神』『黄金の日日』『草燃える』『獅子の時代』に熱中する。『風と雲と虹と』の最終回が放送された晩、加藤剛演じる平将門と、その敵役で露口茂の演じる田原藤太を夢遊病のような状態で演じていたのを母親に見られた、というエピソードもある。『風と雲と虹と』で露口が演じた田原藤太の「黙れ小童！」という台詞を露口へのリスペクトとして、自身が手掛けた『真田丸』の中で西村雅彦の台詞に使い、その台詞が話題になった。
『スタジオパークからこんにちは』の熱烈なファンでもある。
歴史マニア
歴史マニアでもあり、幕末や明治時代を舞台にした作品も多い。中学生の時には、同級生が歴史の教科書の江藤新平の写真に似ていると思うと、彼に写真と同じような着物を着せて写真を撮り、以来、友達をモデルに幕末の志士のコスプレ写真をとり続けたというエピソードがある。横山光輝のマンガ『水滸伝』『三国志』のファンでもある。
中学生時代には郷土クラブにも所属し「お墓研究班」班長として烏山の寺町の墓の数を数えていた。
家族
猫3匹（アメリカンショートヘアの「おとっつあん」、オシキャットの「オシマンベ」、捨て猫だった「ホイ」）、犬2匹（プチブラバンソンの「チコ」と「ハーポ」）。ペットたちはエッセイにもよく登場する。
1995年に小林聡美と結婚したが、2011年に離婚した。2人の間に子供はいなかった。小林との婚姻中のある日、小林が出演したドラマを夫婦で自宅で見たが、三谷が演出家の目線で彼女の演技にダメ出しをし、気まずい雰囲気になったことで、それ以来（離婚までの間）三谷は小林の出演ドラマを見ることが禁止になった。また、三谷は婚姻時に小林を女優として尊敬しており自身の作品で演出したいとの想いがあったが、実際にそれをすると周りの役者やスタッフがやりにくくなるとの理由から、当時小林と話し合って「夫婦関係がだめになったら一緒に仕事しよう」との結論になったとのこと。2013年7月に19歳年下の元女優yumaと再婚し、2014年6月には第一子となる男児が誕生した。
その他
12歳の頃に盲腸炎にかかったが手術医の失敗により再手術を受けることになり、その結果入院などで半年間も学校に通えなかった時期がある。
趣味は映画のDVD収集で、販売店では必ずタイトルの50音順に見ていくというこだわりがあり、特典と吹き替えがあるものを好む。仕事が趣味の延長線であるため、他の趣味はなく、休みもほとんど取らない。
お菓子のおまけのフィギュアやカプセルトイ（ガチャガチャ）が好きで色々と人形を集めているが、本人はフィギュアマニアと思われることを嫌っているとのこと。
コンビニエンスストアが好きでほぼ毎日2回行っているとのこと。朝起きてすぐにコンビニに訪れてはスポーツ新聞を立ち読みし、その日発売の週刊誌の見出しを一通りチェックしたあと、店内の新製品を確認している。基本的にコンビニの食べ物が好きなため、夕食時にはコンビニで買ったものを食べているとのこと。
毎年成人の日および4月1日に各新聞で掲載されるサントリーの広告のコラムを、初代担当の山口瞳・2代目担当の伊集院静から引き継ぐ形で執筆している。
身体的特徴
手の甲がやや毛深いと指摘されている。9代目松本幸四郎（現：2代目松本白鸚）は、三谷の第一印象について毛深い手を挙げており、同様に毛深かった菊田一夫の姿が脳裏をよぎったと語っている。後年、9代目幸四郎は三谷との初めての出会いを振り返り「菊田一夫が再来したような気持ちになりました。ある種の才能を持った人が、いま目の前にいると感じました」と述懐している。
先述の通り自宅で猫を飼っているが、本人によると猫アレルギーがあるとのこと。

## 作品の特徴
作風
作品は基本的に喜劇であり、これまで世になかった新しいコンセプトの作品作りを得意とする。
徹底的に理詰めでストーリーを作る一方、魅力的な人物描写も他の作家の追随を許さない。
傾向としてウィットやユーモアに富んだ演出によるハートウォーミングな人間賛歌が多く、露骨な社会風刺やグロテスクな描写、きわどいセリフなどは少ない。
「集団が力を合わせて困難を乗り越える」「切羽詰まった事情により、本来の自分とは違う何者かを演じる」という枠組みを持った物語が多い。
恋愛物は「自分の恋愛観がバレるのがイヤ」ということで苦手としている。
米国の劇作家ニール・サイモン から大きな影響を受けており、劇団名もサイモンの代表作『サンシャイン・ボーイズ』に由来している。
映画監督のビリー・ワイルダーを敬愛しており、ワイルダーの最晩年（94歳時点）の2001年、自ら聞き手となってワイルダーのインタビューをしていた。
脚本家を目指したのは 早坂暁の『天下御免』『天下堂々』に感動し、知人よりそれらのシナリオを入手し、こういうものを書きたいと思ったのがきっかけで、いつかはああいう（『天下御免』『天下堂々』のような）ものを書きたいと語っている。また市川森一作品のドラマ『黄金の日日』『淋しいのはお前だけじゃない』『親戚たち』などにも影響を受け、それぞれの作品の出演者である9代目松本幸四郎、西田敏行、役所広司を自作にも起用している。
当て書き
自分が関与できない形で作品が上演されることを嫌っており、学校の演劇部や、自身が演出・脚本の改訂に参加できない団体に対しては上演許可を出さない。大きな理由は、全ての台本をそれぞれの役を演じる役者への「当て書き」（先に役者を決めてから、その役者をイメージしながら台本を書くこと）として執筆していることによる。このため、再演に当たって役者の交替が生じる場合は、自身が演出するか否かに関わらず、新しい役者のイメージに合わせて台本を改訂する。一方で『古畑任三郎』の怪演ぶりからしばらく三枚目脇役キャラのイメージの濃かった西村を、三谷はほとんどの作品で西村が得意とするシリアスな役や敵役に宛がうなど、他の脚本家とは一線を画する配役を行っている。
たとえば『笑の大学』は元々、三宅裕司と5代目坂東八十助に当てて書かれたラジオドラマであるが、後に西村雅彦と近藤芳正の出演で舞台化された際や、役所広司と稲垣吾郎の出演で映画化された際には、その度に脚本自体を一から書き直している。
俳優
三谷作品に登場する俳優たち、および彼らによる製作チームは俗に三谷組と称され、劇団時代からの盟友であった西村を筆頭に、気に入った役者・信頼できる役者・自身が影響された役者を何度も起用する傾向が顕著である（西村の他、相島一之、梶原善、小林隆、阿南健治、甲本雅裕、田口浩正、小原雅人、伊藤俊人、宮地雅子、野仲イサオ、近藤芳正、佐藤B作、まいど豊、あめくみちこ、佐渡稔、白井晃、今井朋彦、瀬戸カトリーヌらが常連出演者である）。自身が過去に感銘を受けた作品に出演していたために出演依頼する場合もある。
なお、西田敏行、草刈正雄、佐藤浩市、香取慎吾、伊東四朗、藤村俊二、大竹しのぶ、松金よね子、梅野泰靖、榎木兵衛、井上順、清水ミチコ、市村正親、鹿賀丈史、石黒賢、唐沢寿明、鈴木京香、筒井道隆、篠原涼子、内野聖陽、天海祐希、斉藤由貴、大泉洋、草笛光子などは、既に一定のキャリアを持ちながら作品に繰り返し起用され、新しい魅力を引き出された。
三谷作品で好演したことが転機となり、脚光を浴びた俳優も多い（戸田恵子、田中直樹、小日向文世、八嶋智人、堺雅人、山本耕史、片岡愛之助、今井朋彦、篠井英介、川平慈英、浅野和之、小野武彦、山寺宏一、堀内敬子、吉田羊、八木亜希子、中原丈雄、寺島進、長野里美、迫田孝也、小池栄子、秋元才加、栗原英雄、中川大志、峯村リエ、西本たける、 坂東彌十郎など）。
三谷が監督を務めた映画には、エンディングのキャストのクレジットで、最後（いわゆるトメ）に表示されるような大物俳優が多く出演している。そのためか、監督1作目の『ラヂオの時間』と6作目の『清須会議』のエンドクレジットではキャスト名の表示される順番が「あいうえお順（五十音順）」に、3作目の『THE 有頂天ホテル』と4作目の『ザ・マジックアワー』、5作目の『ステキな金縛り』、8作目の『記憶にございません!』では「登場順」になっている。
映画監督として
「映画を撮るようになってから、自分の作品の公開が迫ると宣伝活動の一環でテレビに出るようになり、今となっては当たり前だが映画の関係者が宣伝のためにテレビに出るのは当時はまだ珍しかった。宣伝に貢献出来るのなら何でもやろうと心に誓った。役者さんのように映っているだけで画面に華やかなタイプではない。僕は見栄えも悪く、話術だってたいしたことない。あとは身体でぶつかっていくしかない。プールに突き落とされたり、全身タイツで踊ったりもした。ある時番組の企画で鼻にチューブわさびを詰められた（それも楽しかった）。オンエアを観た戸田恵子さんから「痛々しい」という感想メールを貰った。そのあたりからこれでいいのかと思い始め、それ以降テレビ出演を自粛するようになった」と述べている。
「脚本と監督」（一部は原作も）を担当する映画については、駈け出し当時からの付き合いもあり、全てフジテレビと東宝が制作に携わっている。

## 作品一覧

### テレビドラマ
※ウェブ限定ドラマを含む。
- 月曜ドラマランド『超少女!はるひワンダー愛』（1986年、フジテレビ）
- やっぱり猫が好きシリーズ（フジテレビ）
  - やっぱり猫が好き 第1シリーズ（1988年 - 1990年）
  - やっぱり猫が好き殺人事件（1990年）
  - やっぱり猫が好き 第2シリーズ（1990年 - 1991年）
- 東京ストーリーズ『大災難の街 東京』（1989年、フジテレビ）
- 子供、ほしいね（1990年、フジテレビ）
- 女ねずみ小僧 スペシャル版 （フジテレビ）
  - いけないことだぞ!大江戸マラソンばくち地獄（1990年）
  - ごめんじゃすまない美女奪回大ばくち（1990年）※伊勢間照との共同脚本。
  - 狙われたからくり城・史上最悪のダイハード（1994年）
- 世にも奇妙な物語『息子帰る』（1991年、フジテレビ）
- 金曜ドラマシアター『天国から北へ3キロ』（1991年、フジテレビ）
- 金曜ドラマシアター『君たちがいて僕がいる』『君たちがいて僕がいるII』（1992年、フジテレビ）
- 総務課長戦場を行く!（1992年〈1994年放送〉、フジテレビ）
- 振り返れば奴がいる（1993年、フジテレビ）
- ビートたけしのつくり方『大家族主義/堀切家の人々』（1993年、フジテレビ）
- 古畑任三郎シリーズ（フジテレビ）
  - 警部補・古畑任三郎（1994年）
  - 警部補・古畑任三郎スペシャル（1995年）
  - 古畑任三郎 第2シリーズ（1996年）
  - 今泉慎太郎（1996年）
  - スペシャル古畑任三郎（1996年）
  - 古畑任三郎 VS SMAP（1999年）
  - 古畑任三郎 黒岩博士の恐怖（1999年）
  - 古畑任三郎 第3シリーズ（1999年）
  - 古畑任三郎 すべて閣下の仕業（2004年）
  - 古畑任三郎FINAL（2006年）
  - 古畑中学生（2008年）
- 王様のレストラン（1995年、フジテレビ）
- 竜馬におまかせ!（1996年、日本テレビ）
- 3番テーブルの客（1996年 - 1997年、フジテレビ）
- 総理と呼ばないで（1997年、フジテレビ）
- 今夜、宇宙の片隅で（1998年、フジテレビ）
- 合い言葉は勇気（2000年、フジテレビ）
- HR（エイチアール）（2002年 - 2003年、フジテレビ）
- 川、いつか海へ 第2・4話（2003年、NHK総合）
- 新選組!（2004年、NHK総合 大河ドラマ）
  - 新選組!! 土方歳三 最期の一日（2006年、NHK総合）
- わが家の歴史（2010年、フジテレビ）
- short cut（2011年、WOWOW）
- ステキな隠し撮り〜完全無欠のコンシェルジュ〜（2011年、フジテレビ）
- 大空港2013（2013年、WOWOW）
- おやじの背中 最終話「北別府さん、どうぞ」（2014年、TBS）
- 勝呂武尊シリーズ（フジテレビ）
  - オリエント急行殺人事件（2015年）
  - 黒井戸殺し（2018年）[37]
  - 死との約束（2021年）[38]
- 真田丸（2016年、NHK総合 大河ドラマ）
- 風雲児たち～蘭学革命（れぼりゅうし）篇～（2018年、NHK総合）[39][40]
- 誰かが、見ている（2020年、Amazon Prime Video）[41]
- 鎌倉殿の13人（2022年、NHK総合 大河ドラマ）
- おい、太宰（2025年、WOWOW）

### 映画（監督作品）
- ラヂオの時間（1997年、原作と脚本と監督）
- みんなのいえ（2001年、脚本と監督）
- THE 有頂天ホテル（2006年、脚本と監督）
- ザ・マジックアワー（2008年、脚本と監督）
- ステキな金縛り（2011年、脚本と監督）
- 清須会議（2013年、原作と脚本と監督）
- ギャラクシー街道（2015年、脚本と監督）[42]
- 記憶にございません!（2019年、脚本と監督）[43]
- スオミの話をしよう（2024年、脚本と監督）
- おい、太宰 劇場版（2025年、脚本と監督）

### 映画（その他参加作品）
- 12人の優しい日本人（1991年、原作・脚本） 監督：中原俊
- マルタイの女（1997年、企画協力） 監督：伊丹十三
- 世にも奇妙な物語 映画の特別編（2000年、ストーリーテラー部分の脚本） 監督：鈴木雅之
- 竜馬の妻とその夫と愛人（2002年、原作・脚本） 監督：市川準
- 笑の大学（2004年、原作・脚本） 監督：星護

### 舞台
- 天国から北へ3キロ (1989年）
- 彦馬がゆく (1990年/2002年、パルコ劇場）
- 12人の優しい日本人（1990年/2005年、パルコ劇場）
- 深沢版狸御殿（1990年、博品館劇場）
- ショウ・マスト・ゴー・オン（1991年/2022年）
- にくいあんちくしょう（1991年、東京ヴォードヴィルショー、原作：滝大作）
- Vamp Show（1992年、全労済ホールスペース・ゼロ/2001年、パルコ劇場）
- その場しのぎの男たち（1992年、東京ヴォードヴィルショー）
- ダア!ダア!ダア!（1993年、パルコ劇場）
- 音楽劇 サザエさん（1994年、天王洲アイル・アートスフィア/1995年、天王洲アイル・アートスフィア）
- 出口なし!（1994年、パルコ劇場）
- 君となら（1995年、パルコ劇場/1997年、パルコ劇場/2014年、パルコ劇場ほか）
- イメルダ（1995年、パルテノン多摩小ホールほか）
- 巌流島（1996年、パルコ劇場）
- 笑の大学（1996年、パルコ劇場/2023年、パルコ劇場ほか）
- アパッチ砦の攻防（1996年、東京ヴォードヴィルショー）
  - アパッチ砦の攻防 決定版（1998年、東京ヴォードヴィルショー）
- バイ・マイセルフ（1997年、パルコ）
- 温水夫妻（1999年、パルコ劇場）
- マトリョーシカ（1999年、パルコ劇場）
- オケピ!（2000年、青山劇場/2003年、青山劇場）
- 竜馬の妻とその夫と愛人（2000年、東京ヴォードヴィルショー）
- バッド・ニュース☆グッド・タイミング（2001年、パルコ劇場）
- You Are The Top/今宵の君（2002年、世田谷パブリックシアター）
- なにわバタフライ（2004年、パルコ劇場）
  - なにわバタフライ N.V（2010年、シアタートラム/2012年、パルコ劇場ほか）
- 決闘! 高田馬場（2006年、パルコ歌舞伎）
- エキストラ（2006年、東京ヴォードヴィルショー）
- コンフィダント・絆（2007年、パルコ劇場）
- 社長放浪記（2007年、本多劇場）
- 恐れを知らぬ川上音二郎一座（2007年、シアタークリエこけら落し公演）
- グッドナイト スリイプタイト（2008年、パルコ劇場）
- returns（2009年、THEATER/TOPS）
- TALK LIKE SINGING（2009年 - 2010年、オフ・ブロードウェイスカーボールセンター、赤坂ACTシアター）
- ろくでなし啄木（2011年、東京芸術劇場ほか）
- 国民の映画（2011年、パルコ劇場ほか/2014年、パルコ劇場ほか）
- ベッジ・パードン（2011年、世田谷パブリックシアター）
- 90ミニッツ（2011年、パルコ劇場ほか）
- 其礼成心中（2012年、パルコ劇場/2013年、パルコ劇場/2014年、京都劇場）
- ホロヴィッツとの対話（2013年、パルコ劇場ほか）
- おのれナポレオン（2013年、東京芸術劇場）
- 酒と涙とジキルとハイド（2014年、東京芸術劇場ほか/2018年、國家兩廳院 國家戲劇院、東京芸術劇場）
- ショーガール（2014年、パルコ劇場）
  - ショーガール〜こんな出会いも悪くない〜（2016年、パルコ劇場）[44]
  - ショーガール vol.2（2018年、EXシアター六本木）
- 紫式部ダイアリー（2014年、パルコ劇場）
- 吉良ですが、なにか?（2014年、本多劇場）
- 田茂神家の一族（2015年、東京ヴォードヴィルショー）
- burst!〜危険なふたり（2015年、パルコ劇場）
  - burst! 〜危険なふたり〜（2022年、日本青年館ホール)
- エノケソ一代記（2016年、世田谷パブリックシアター）
- 不信〜彼女が嘘をつく理由（2017年、東京芸術劇場）
- 子供の事情（2017年、新国立劇場）
- 江戸は燃えているか（2018年、新橋演舞場）
- 虹のかけら〜もうひとりのジュディ（2018年、スパイラルホール）
- 日本の歴史（2018年 - 2019年、世田谷パブリックシアター、梅田芸術劇場シアタードラマシティ）
  - 日本の歴史（2021年、新国立劇場中劇場、梅田芸術劇場シアター・ドラマシティ）
- 三谷かぶき『月光露針路日本 風雲児たち』（2019年、歌舞伎座）
- 愛と哀しみのシャーロック・ホームズ（2019年、世田谷パブリックシアターほか）
- 大地（2020年、パルコ劇場、サンケイホールブリーゼ）
- ショウ・マスト・ゴー・オン（2022年、世田谷パブリックシアターほか）
- オデッサ  (2024年、東京芸術劇場プレイハウス)
- 蒙古が襲来（2024年、パルコ劇場ほか）

### 舞台（上演台本・演出）
- 今の私をカバンにつめて（2010年、青山円形劇場、大阪ビジネスパーク円形ホール、作：グレッチェン・クライヤー、演出：G2）
- 桜の園（2012年、パルコ劇場ほか、作：アントン・チェーホフ）
- ドレッサー（2013年、世田谷パブリックシアター、作：ロナルド・ハーウッド）
- 今の私をカバンにつめて（再演/2013年、青山円形劇場、大阪ビジネスパーク円形ホール）
- ロスト・イン・ヨンカーズ（2013年、パルコ劇場ほか、作：ニール・サイモン）
- 声（2013年、スパイラルホール、作：ジャン・コクトー）
- 抜目のない未亡人（2014年、新国立劇場、作：カルロ・ゴルドーニ）
- 23階の笑い（2020年、世田谷パブリックシアター、作：ニール・サイモン）
- 昭和から騒ぎ（2025年〈予定〉、世田谷パブリックシアターほか、作：ウィリアム・シェイクスピア （河合祥一郎訳「新訳 から騒ぎ」角川文庫より））

### テレビアニメ
- サザエさん（1985年、フジテレビ）[45]
  - 「ワカメの大変身」
  - 「波平つり指南」
  - 「妹思い、兄思い」
  - 「タラちゃん成長期」

### 人形劇
- 連続人形活劇 新・三銃士（2009年 - 2010年、NHK教育、脚色）
- シャーロック ホームズ（2014年、NHK教育、脚本）

### 漫才台本
- コント山口君と竹田君

### コント
- 全員出席!笑うんだってば（日本テレビ）
- とんねるずのみなさんのおかげです（フジテレビ）

## 著作

### シナリオ・戯曲
- 今夜、宇宙の片隅で （フジテレビ出版、1998年12月）
- 合い言葉は勇気 （角川書店、2000年11月） のち文庫
- オケピ! （白水社、2001年4月）

### 小説
- 経費ではおちない戦争（宙出版、1991年9月）
- 古畑任三郎殺人事件ファイル（フジテレビ出版、1994年6月） 『古畑任三郎』1、2 扶桑社文庫
- 大根性（イラスト：薮野てんや）（集英社、1995年10月）
- 俺はその夜多くのことを学んだ（幻冬舎、1998年9月）
- 清須会議（幻冬舎、2012年6月）

### 漫画原作
- 『天国から北へ3キロ』（1993年7月、講談社コミックスフレンド、原作：三谷幸喜、作画：糸井美和）ISBN 9784063029222
- 『天国から北へ3キロ』（1997年8月、講談社コミックスフレンド、原作：三谷幸喜、作画：藤本あきほ）ISBN 9784063030754

### エッセイ
- オンリー・ミー 私だけを（メディアファクトリー、1993年11月） のち幻冬舎文庫
- Now and then三谷幸喜 三谷幸喜自身による全作品解説+51の質問（角川書店、1997年4月） 文庫化に際して『仕事、三谷幸喜の』に改題
- 三谷幸喜のありふれた生活 シリーズ（朝日新聞社、2002年2月 - ）
- 監督だもの 三谷幸喜の映画監督日記（マガジンハウス、2011年10月）

### 対談
- 気まずい二人（角川書店、1997年6月） のち文庫
女性ばかりとの対談集。八木亜希子、十朱幸代、西田ひかる、日笠雅水、桃井かおり、鈴木蘭々、林家パー子、緒川たまき、平野レミ、森口博子、加藤紀子、安達祐実、石田ゆり子
- それはまた別の話（文藝春秋、1997年10月） のち文庫
- これもまた別の話（キネマ旬報社、1999年11月） のち新潮文庫

以上2点は和田誠との対談集
- むかつく二人（幻冬舎、2007年1月）
- いらつく二人（幻冬舎、2008年3月）
- かみつく二人（幻冬舎、2009年6月）
- たてつく二人（幻冬舎、2011年3月）

以上4点は清水ミチコとの共著。ラジオ番組「DoCoMo MAKING SENSE」の放送分を加筆・再構成したもの
- 三谷幸喜 創作を語る（講談社、2013年11月／講談社文庫、2024年8月） 松野大介との共著
- ボクもたまにはがんになる（幻冬舎、2021年10月） 頴川晋との共著

### 関連本・研究本
- みたにのまど 映画「みんなのいえ」三谷幸喜の撮影日誌（ぴあ 2001年7月）
- 別冊宝島 三谷幸喜の全仕事 面白さのツボ!（宝島社、2004年1月）
- NHK大河ドラマ・ストーリー 新選組! 前・後編（NHK出版、2003年 - 2004年）

### 作詞
- No Problem（作曲：服部隆之、映画『ラヂオの時間』エンディング・テーマ、1997年）
- 「新選組！」メイン・テーマ（作曲：服部隆之、大河ドラマ『新選組！』テーマ、2004年）
- のっこのわがままブギ（作曲：宇崎竜童、2007年）
- 一人じゃない（作曲・歌：平井堅、『連続人形活劇 新・三銃士』エンディング・テーマ、2009年10月）
- ONCE IN A BLUE MOON（作曲：荻野清子、映画『ステキな金縛り』主題歌、2011年）

### その他
- デキゴトロジーvol.10 -ホントだからたまんねぇ!の巻-（週刊朝日風俗リサーチ特別局編著、新潮社 1993年7月25日発刊）
  - 『私のデキゴトロジー』というコーナー内に寄稿。

## 作品間のリンク
作品間には三谷の遊び心とも取れるリンクが張り巡らされており、そこから別の作品のその後がわかる場合もある。

### 世界観のリンク
バリトン・ホテル
初出は『古畑任三郎』の「間違われた男」。『バッド・ニュース☆グッド・タイミング』や『古畑任三郎FINAL』の「フェアな殺人者」にも舞台として登場。『THE 有頂天ホテル』『スオミの話をしよう』でも言及されている。
居酒屋大自然
舞台『12人の優しい日本人』や『ショウ・マスト・ゴー・オン』、『returns』、テレビドラマ『やっぱり猫が好き』、『王様のレストラン』、『HR』に登場。テレビドラマ版『ショウ・マスト・ゴー・オン』、では、ラストに居酒屋大自然で打ち上げをするシーンが登場する。
ベル・エキップ
『王様のレストラン』の舞台となったレストラン。『古畑任三郎』第2シリーズ中の作品「VS 南大門昌男（山城新伍）」、「VS 二葉鳳翆（山口智子）」にはこの店から花が贈られているシーンがある。
ゴースト・キャッスル
『やっぱり猫が好き』で次女レイ子（室井滋）が住んでいたアパート。『古畑任三郎』第2シリーズ中の作品「VS 南大門昌男（山城新伍）」では南大門が経営する店の名前で登場する。
レッド・シューズ
『君となら』で「小磯国太郎と赤い靴のママが浮気関係になった」として登場。『バッド・ニュース☆グッド・タイミング』で岩田エントツのセリフに「昔、仕事で行った博多のバー」として登場。その後『ザ・マジックアワー』において「クラブ・赤い靴」として登場。
くすのき小学校
2009年の舞台『returns』において、登場人物たちの母校として登場。その後、三谷が自身の少年時代をモチーフに描いた2017年の舞台『子供の事情』では、同校に集う子供たちの姿が描かれた。なお、ふたつの作品には「くすのき小学校校歌」も共通して登場する（作曲は荻野清子）。

#### 登場人物のリンク
サチコ（猫）
『やっぱり猫が好き』に登場する猫。『子供、ほしいね』にも登場する。『ザ・マジックアワー』には名前のみ登場。
中川淳一（鹿賀丈史）
『振り返れば奴がいる』の登場人物。『古畑任三郎』にも登場。
中浦たか子（桃井かおり）
『古畑任三郎』の登場人物。『ラヂオの時間』にも登場。
堀ノ内修司（布施明）&千本のっこ（戸田恵子）&古川清十郎（梅野泰靖）
『ラヂオの時間』の登場人物。『みんなのいえ』にも登場。
飯島直介（田中直樹）&飯島民子（八木亜希子）
『みんなのいえ』の登場人物。『THE 有頂天ホテル』にも登場。
丹下二郎（川平慈英）
『THE 有頂天ホテル』の登場人物。『オケピ!』に双子の兄が登場。
原田禄郎（筒井道隆）
『王様のレストラン』の登場人物。『古畑任三郎』にも名前のみ登場。
只野憲二（香取慎吾）
『THE 有頂天ホテル』の登場人物。『ザ・マジックアワー』にも登場。
ヨーコ（篠原涼子）
『THE 有頂天ホテル』の登場人物。『ステキな金縛り』にも登場。
村田大樹（佐藤浩市）
『ザ・マジックアワー』の登場人物。『ステキな金縛り』『ギャラクシー街道』にも登場。
更科六兵衛（西田敏行）
『ステキな金縛り』の登場人物。『清須会議』にも登場。

#### 赤い洗面器の男
「赤い洗面器を頭の上に乗せた男」の小咄。これまでに複数の作品で登場人物によってこの話が語られているが、最後のオチを口にしようとした途端、必ず何かしら邪魔が入って話が途切れてしまい、結末は謎のままである。詳細については「赤い洗面器の男」を参照。

### セルフパロディ
やっぱり猫が死ぬ
『やっぱり猫が好き』のセルフパロディ。『古畑任三郎』の「ゲームの達人」に登場する花見の著書。
ふりかえればハゲがいる
『振り返れば奴がいる』のセルフパロディ。
陪審員2号のセリフ
『12人の優しい日本人』でのセリフ。『ラヂオの時間』のセルフパロディ。

#### 出演者のリンク
同じ演出家や脚本家の作品で出演者が共通するのは珍しくないが、三谷作品の場合、違うキャラクターを演じていても、セリフなどに他作品での役と繋げたセルフパロディを込めることがある。以下、そういったセルフパロディがあるもののみ記載する。役名も同じ場合は、上記の登場人物のリンクを参照。
佐藤浩市
三谷作品の常連の一人。『THE 有頂天ホテル』には『新選組!』でも見られた相島一之との絡みがある。『新選組!』では相島は、佐藤が演じた芹沢鴨の腹心である新見錦の役だったが、『THE有頂天ホテル』では、相島が佐藤に馴れ馴れしく接するシーンになっている。また、舞台となるホテル・アヴァンティのレストランのお薦め料理が「鴨料理」と聞いて、嫌な顔をする。
『世にも奇妙な物語 20周年スペシャル・春 〜人気番組競演編〜』の一話「台詞の神様」でも主演の三谷幸喜の台本の中の登場人物の一人として登場している。
香取慎吾
三谷作品の常連の一人。『THE 有頂天ホテル』では『合い言葉は勇気』での役と近いキャラクターを演じている。『ザ・マジックアワー』でもその後の「彼」の姿が見られる。
西村まさ彦
三谷作品の常連の一人。『古畑任三郎』の『今泉慎太郎』では、『王様のレストラン』のセルフパロディが見られる。
八嶋智人
三谷作品の常連の一人。『新選組!』で演じた武田観柳斎が、新選組からの離脱を図る一派の説得に向かう際、近藤勇に「何とかしましょう!」と言うが、これは八嶋が『バッド・ニュース☆グッド・タイミング』で演じていたホテルのウエイターの決め台詞でもあった。
大泉洋
三谷作品の常連の一人。『ステキな金縛り』と『清須会議』で羽柴姓のキャラクターを演じている。

## 出演作品

### テレビドラマ
- やっぱり猫が好きSP「やっぱり逸見と猫が好き」 （1989年、フジテレビ） - コンビニの客 役
- 子供、ほしいね（1990年、フジテレビ） - 桑原誠一郎 役
- 鍵師3（1995年、フジテレビ） - 車の鍵を無くした男 役
- 大河ドラマ（NHK総合）
  - 功名が辻（2006年） - 足利義昭 役
  - いだてん〜東京オリムピック噺〜（2019年） - 市川崑 役
- 世にも奇妙な物語 20周年スペシャル・春 〜人気番組競演編〜『台詞の神様』（2010年、フジテレビ） - 主演・三谷幸喜（本人） 役
- サザエさん2（2010年、フジテレビ） - 伊佐坂難物 役
- ステキな隠し撮り〜 完全無欠のコンシェルジュ〜（2011年、フジテレビ） - 映画監督 役
- 女信長（2013年、フジテレビ） - 今川義元 役

### 配信ドラマ
- 舞妓さんちのまかないさん 第6話（2023年1月12日、Netflix） - 三谷幸喜（本人） 役

### テレビ番組
- たほいや（1993年、フジテレビ）
- 関口宏の東京フレンドパークII（1998年1月19日、TBS） - 戸田恵子と来園。
- めざましテレビ（2001年6月5日、フジテレビ） - 映画『みんなのいえ』の宣伝を兼ねて、キャストの唐沢寿明、田中直樹（ココリコ）、八木亜希子と生出演。
- いま裸にしたい男たち 三谷幸喜〜40歳★究極のコメディ（2001年12月24日、NHK総合）
- NHK紅白歌合戦（NHK総合・ラジオ第1） - 審査員
  - 第54回（2003年）
  - 第62回（2011年）
  - 第72回（2021年）[46]
- プロフェッショナル 仕事の流儀「追い込まれなきゃ、おもしろくない　脚本家・三谷幸喜」（2011年11月7日、NHK総合）
- 2013 FNS歌謡祭（2013年12月4日、フジテレビ） - AKB48・SKE48・NMB48と共に、AKB48の楽曲「Beginner」を歌唱。
- THE TIME,（2022年10月25日、TBS） - 自身が作・演出を務める舞台「ショウ・マスト・ゴー・オン」のPRを兼ねて7時台に随時出演。
- ラヴィット!（2022年10月25日、TBS） - 前続番組『THE TIME,』に引き続いてゲスト出演。

### 人形劇
- 連続人形活劇 新・三銃士（2009年、NHK教育） - オレイリー 役（声の出演）

### 映画
- 真夜中まで（1999年、監督：和田誠）
- 犬神家の一族（2006年、監督：市川崑） - 那須ホテル主人 役
- 西遊記（2007年） - 国王 役
- ミーアキャット（2009年） - 日本語吹き替え版ナレーター
- ジヌよさらば〜かむろば村へ〜（2015年） - 特別出演
- 老後の資金がありません!（2021年、東映、監督：前田哲） - 森口 役
- 九十歳。何がめでたい（2024年）[47] - 一橋壮太郎 役

### 舞台
- 江戸は燃えているか（2018年3月19日）[48] - ゆめ 役[注 12]
- ショウ・マスト・ゴー・オン（2022年11月7日 - 20日・25日・12月6日 - 11日・24日 - 27日）[49][50][51][52] - 万城目充 役→あずさ 役→鱧瀬 役→主演・進藤  役[注 13]
- スジナシシアターVol.18 in きゅりあん大ホール（2025年9月2日〈予定〉）[53]

### CM
- JAL 日本航空（相武紗季と共演）
- 富士通FMV（木村拓哉と共演）
- ネスレ日本「ネスカフェ・ゴールドブレンド」（唐沢寿明と共演）
- 東京海上日動あんしん生命保険「あんしん生命」セエメエ始まる篇 あんしんセエメエ役
- Panasonic「エコナビ」
- 日本中央競馬会「WIN5」
- 日本コカ・コーラ株式会社「日本の烏龍茶 つむぎ」
- カンロ「ピュレグミ」（2016年）[54]
- アフラック生命保険（櫻井翔と共演）[55]

### その他
- 朗読劇 LOVE LETTERS（2008年は八木亜希子と、2012年は神野三鈴と共演） - アンディ 役
- DVD 私という他人（2013年 声の出演）

## 主なレギュラー番組・連載

### テレビ番組
- 情報7daysニュースキャスター（2022年4月2日 - 、TBS） - 総合司会

### ラジオ
- MAKING SENSE（2005年 - 2014年3月、J-WAVE、月 - 金23:45 - 24:00） - 清水ミチコと共演。

### エッセイ
- 三谷幸喜のありふれた生活（2000年 - 連載中、朝日新聞）

## 受賞歴
- 1991年
  - 第46回毎日映画コンクール 脚本賞（『12人の優しい日本人』）
- 1992年
  - 第27回紀伊國屋演劇賞 団体賞（東京サンシャインボーイズに対して）
- 1994年
  - 第1回ザテレビジョンドラマアカデミー賞 脚本賞（『警部補・古畑任三郎』）
- 1995年
  - 第5回ザテレビジョンドラマアカデミー賞 脚本賞（『王様のレストラン』）
- 1996年
  - 第8回ザテレビジョンドラマアカデミー賞 脚本賞（『古畑任三郎』）
- 1997年
  - 第71回キネマ旬報ベストテン 脚本賞（『ラヂオの時間』）
  - 第21回日本アカデミー賞 最優秀脚本賞（『ラヂオの時間』）
  - 第52回毎日映画コンクール 脚本賞（『ラヂオの時間』）
  - 第35回ゴールデン・アロー賞 新人賞（映画）
  - 第7回日本映画批評家大賞新人賞（映画）
- 1999年
  - 第3回鶴屋南北戯曲賞（『マトリョーシカ』）
  - 第21回ザテレビジョンドラマアカデミー賞 脚本賞（『古畑任三郎』）
  - 第26回キネマ旬報読者賞　（和田誠＋三谷幸喜 「これもまた別の話」）
- 2000年
  - 第45回岸田國士戯曲賞（『オケピ!』）
  - 第26回ザテレビジョンドラマアカデミー賞 脚本賞（『合い言葉は勇気』）
- 2004年
  - 第1回喜劇人大賞 大賞
- 2007年
  - 第1回日藝賞[56]
  - 第7回朝日舞台芸術賞 秋元松代賞（『コンフィダント・絆』､『恐れを知らぬ川上音二郎一座』）
  - 第58回芸術選奨（『コンフィダント・絆』）
- 2009年
  - GQ Men of the Year2009
- 2011年
  - 第46回紀伊國屋演劇賞 個人賞（『ろくでなし啄木』､『国民の映画』､『ベッジ・パードン』）
  - 第37回菊田一夫演劇賞 大賞（『国民の映画』､『ベッジ・パードン』､『90ミニッツ』）
- 2012年
  - 第33回松尾芸能賞 大賞
  - 第35回日本アカデミー賞 優秀監督賞（『ステキな金縛り』）[57]
- 2014年
  - 第37回日本アカデミー賞 優秀監督賞（『清須会議』）[58]
- 2017年
  - 紫綬褒章[59]
- 2019年
  - 大谷竹次郎賞（『月光露針路日本 風雲児たち』）[60]
- 2021年
  - 人志松本のすべらない話 MVS獲得
- 2022年
  - 第70回菊池寛賞[61][62]
- 2023年
  - 第114回ザテレビジョンドラマアカデミー賞 脚本賞（『鎌倉殿の13人』）
  - 第74回NHK放送文化賞[63]
  - 第41回向田邦子賞（『鎌倉殿の13人』）[22]
  - 第15回伊丹十三賞[64][65]